# 래리 크레이머
로렌스 데이비드 크레이머(Laurence David Kramer, 1935년 6월 25일 ~ 2020년 5월 27일), 또는 래리 크레이머(Larry Kramer)는 미국의 극작가, 작가, 영화 제작가, 공중 보건 옹호가이자 LGBT 인권 운동가였다. 그는 컬럼비아 픽쳐스에서 일하면서 대본을 검토하는 일을 시작했으며, 이후 런던으로 가서 유나이티드 아티스츠에서 일했다. 이곳에서 크레이머는 영화 《사랑하는 여인들》의 각본을 썼고 아카데미 각색상 후보에 올랐다.
크레이머는 친구들 사이에서 후천성면역결핍증후군이라는 질병이 확산되는 것을 보았고, 1980년에 GMHC(Gay Men's Health Crisis, 남성 동성애자 건강 위기 지원센터)를 공동 설립했다. 크레이머는 에이즈 위기에 대한 정치인들과 게이들의 무관심에 좌절했고 GMHC가 제공하는 사회 서비스보다 더 많은 조직이 조치에 참여하기를 원해 호전적으로 대응했다. 그러나 크레이머는 다른 이사회에게 비판을 받은 후 GMHC에서 쫓겨났고, 그는 이후 이 좌절감을 1985년 뉴욕 국립극장에서 제작된 연극 《노멀 하트》(The Normal Heart)를 통해 표현했다.
크레이머는 1987년에 액트 업(AIDS Coalition to Unleash Power, ACT UP)을 설립하여 공중 보건 정책과 에이즈 환자의 사회적 인식을 변화시키고 HIV와 에이즈 관련 질병을 알리는 데 널리 기여했다고 평가받았으며, 크레이머는 그의 작품 《The Destiny of Me》으로 오비상을 두 번 수상했다. 이후 그는 2020년 5월 27일에 84세에 폐렴으로 인해 세상을 떠났다.

## 생애 초기
래리 크레이머는 미국 코네티컷주 브리지포트에서 막내로 태어났다. 크레이머의 부모님은 모두 유대인이었으며, 어머니 레아는 적십자에서 신발 가게 직원, 교사 및 사회 복지사로 일했고, 아버지 조지 크레이머(George Kramer)는 변호사로 일했다. 1927년에는 그의 형인 아서 크레이머가 태어났다.
래리 크레이머는 미국 대공황 동안 일자리를 찾기 위해 고군분투했던 부모에게 "원치 않는 아이"로 여겨졌다. 크레이머의 가족이 메릴랜드주로 이사했을 때 래리 크레이머는 다른 고등학교 학생들에 비해 가난했고, 크레이머는 중학교 때부터 남자 친구와 성관계를 가지고 있었다. 하지만 그의 아버지인 조지 크레이머는 래리 크레이머가 돈 있는 여자와 결혼하기를 원했고, 아버지는 그가 유대인 형제회인 "Pi Tau Pi"에 가입하도록 압력을 가했다.
크레이머의 아버지와 형, 그리고 두 명의 삼촌은 예일 대학교에 다녔었으며, 그는 1953년 예일 대학교에 입학하는 데 어려움을 겪었고, 외로움을 느꼈으며, 학교에서 유일한 게이 학생이라고 느껴 아스피린 과다 복용으로 자살을 시도했지만 실패했다. 크레이머는 그 경험을 통해 자신의 성별에 관해 연구하였고, 게이들을 위해 맞서 싸우기로 결정했다. 그는 다음 학기에 한 독일인 교수와 성관계를 가졌으며, 크레이머는 예일 대학교에서 남은 시간 동안 '바시티 글리 클럽'을 즐겼다. 결국 그는 1957년 영어 학위를 받고 졸업했고, 후에 미 육군 예비군에서 복무했다.

## 경력

### 초기 저작물

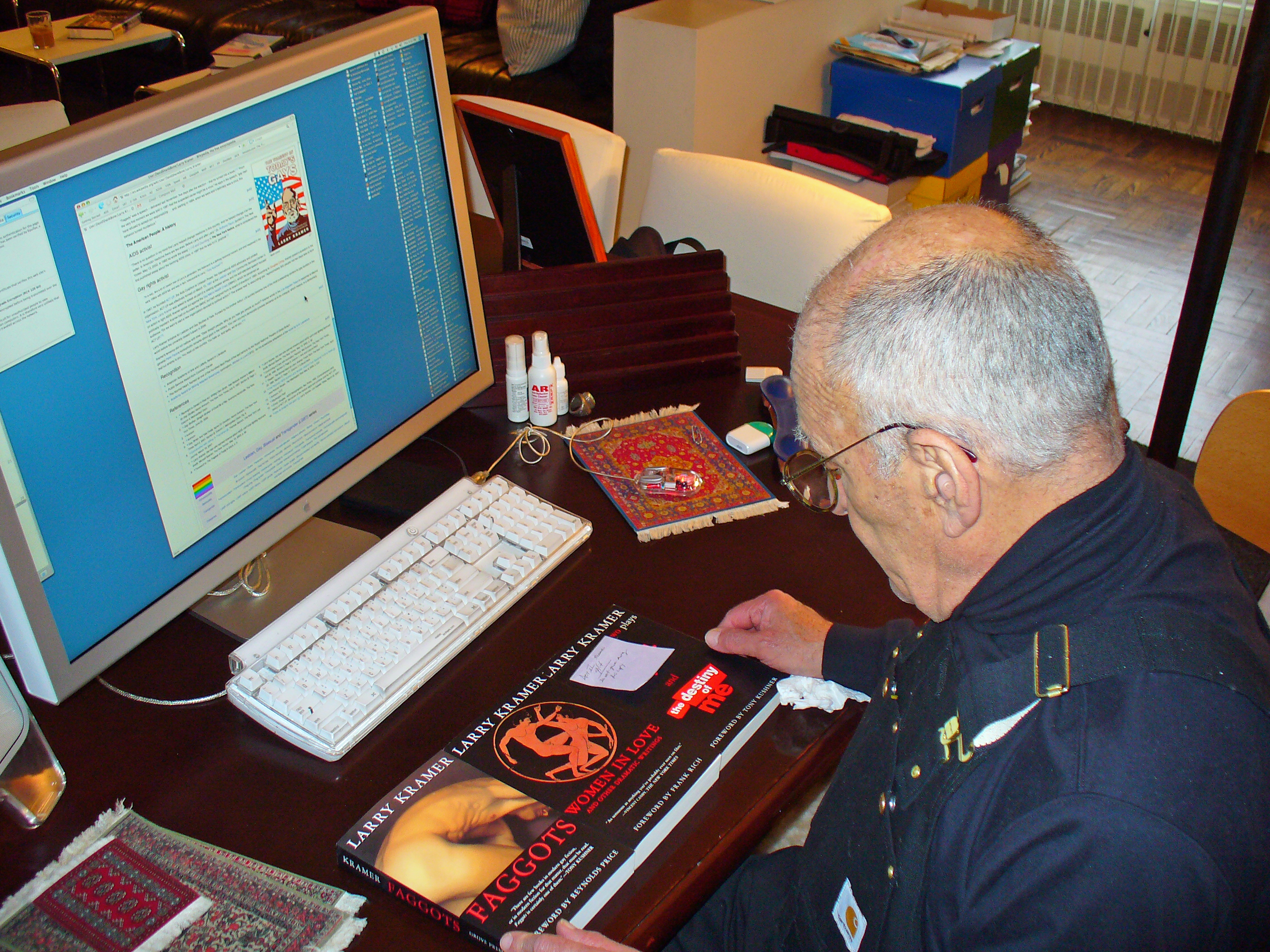
2007년 래리 크레이머의 집에서 크레이머의 작품인 《그로브 프레스》를 검토하고 있다. 그의 위키백과 문서가 컴퓨터에 나오고 있다.

래리 크레이머는 그가 쓴 모든 드라마는 사랑의 본성과 사랑을 방해하는 것을 이해하려는 열망에서 비롯되었다고 말했다. 그는 23세에 컬럼비아 픽쳐스에서 텔레타이프 관리자로 취직하여 영화 제작에 참여하게 되었다. 각본 부서 제작자로 다시 취직하였고, 《Here We Go Round Mulberry Bush》를 작가로서 제작하였다. 또한 크레이머는 1969년 아카데미상 후보에 오른 D. H. 로런스의 소설을 각색한 드라마로 1969년 아카데미 각본상 후보에 올랐다. 이후 크레이머는 이 드라마를 "내가 진정으로 부끄럽게 생각하는 유일한 것"이라고 말했다. 그리고 그는 프랭크 캐프라의 뮤지컬 《잃어버린 지평선》을 리메이크 한 영화를 제작했다.
크레이머는 동성애 주제를 자신의 작품에 넣기 시작했고, 작품 제작을 위해 글을 쓰기 시작했다. 그는 1973년 연극 《Sisies' Scrapbook》을 제작했는데, 크레이머는 이것을 "남성 대학 동지애의 심리적 속박을 떠나 성인으로서의 책임을 지는 것"에 대한 연극이라고 말했다. 이 연극은 "Playwrights Horizons"라고 불리는 기독교청년회 체육관에 세워진 극장에서 처음 선보여졌다. 연극은 뉴욕 타임즈에게 호평을 받았지만, 제작자에 의해 폐쇄되었고, 래리 크레이머는 실망하여 다시는 작품 제작을 위해 글을 쓰지 않기로 다짐했다. 이후 크레이머는 《A Minor Dark Age》를 제작했고, 작품은 프랭크 리치에게 호평을 받았다.

### Faggots

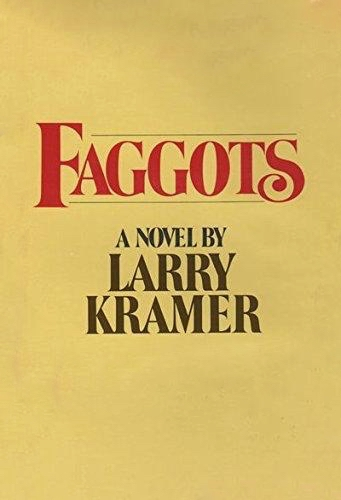
《Faggots》의 책 표지

1978년에 래리 크레이머는 파이어아일랜드와 맨해튼에서 게이들의 생활 방식에 관해 쓴 네 편의 소설 중 마지막을 썼다. 소설 《Faggots》에서 크레이머는 주인공을 바와 디스코에서 마약을 하며 감정 없이 성관계를 가지고 사랑을 찾지 못하는 남자로 설정했다. 그는 "나는 사랑에 빠지고 싶었다. 내가 아는 거의 모든 게이들이 같은 감정을 느꼈다. 우리는 이성애자처럼 살 수 없다. 그들이 어떤 변명을 하든 말이다."라고 생각하며 소설을 썼다. 크레이머는 소설을 쓰면서 많은 사람들과 이야기를 나누고, 다양한 시설을 방문했다. 그 때 그는 "당신은 부정적인 책을 쓰고 있습니까? 긍정적으로 만들 계획입니까?" 등과 같은 질문을 받았다. 크레이머는 "사람들은 자신의 삶에 대해 틀림없이 갈등을 겪었던 것이다"라고 생각하기 시작했고, 그것이 사실임을 알게 된다.
《Faggots》은 책 속에서 지역 사회에 대해 묘사한 것이 논란이 되었다. 결국 소설은 뉴욕에서 유일한 게이 서점에서 치워졌고, 크레이머가 사는 파이어아일랜드의 식료품점에서도 금지되어 그는 식료품점을 갈 수 없게 되었다. 리뷰어들은 크레이머의 동성애 관계 설명이 맞다는 것을 믿지 않았고, 동성애자 언론과 주류 언론 모두 이 소설을 혹평했다. 크레이머는 책에 대한 질문을 받으면서 "그것이 내가 하는 일이다. 나는 모두에게 망할 진실을 말했다."라고 이야기하였다. 하지만 《Faggots》은 역사상 가장 많이 팔린 게이 소설이 되었다.

### GMHC
1970년에 크레이머가 사는 파이어아일랜드에서 그는 정치 활동에 참여할 생각이 없었다. 뉴욕에서는 가끔 정치 활동에 참여했지만 파이어아일랜드와의 문화가 많이 달라서 참여하지 않았고, 파이어아일랜드의 정치가들을 종종 조롱했다. 하지만 1980년대에 파이어아일랜드에서 친구들이 알 수 없는 병에 걸려 아프기 시작했을 때 그는 게이 활동에 참여했다. 1981년 이전에는 동성애자 운동에 참여하지 않았지만, 이후 크레이머는 "A-list" 동성애자들을 집으로 초대하여 의사가 하는 말을 듣게 했다. 다음해 이들은 스스로 GMHC(Gay Men's Health Crisis, 남성 동성애자 건강 위기 지원센터)라고 명명하고 뉴욕시의 후천면역결핍증후군에 감염된 사람들을 위해 기금을 모으고 도움을 주며, 질병의 정보를 정부에 알리기도 하였다.

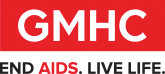
GMHC의 로고

크레이머는 첫 번째 이사회에서 일했지만, 운영 방식에 있어서 다른 이사회들과 많이 달랐다. GMHC가 HIV로 죽어가는 남성을 위해 사회 복지 서비스에 집중하기 시작하는 동안 크레이머는 GMHC가 뉴욕시의 자금 지원을 위해 싸우고 있다고 말했다. 에드 코흐 시장은 인간면역결핍 바이러스가 전염되는 방식이 정확히 밝혀지기 전에 게이들과 마찬가지로 크레이머를 표적으로 삼고 공격했다.
의사가 동성애 남성들에게 동성간 성관계를 중단하라고 말했을 때 래리 크레이머는 GMHC가 최대한 많은 남성에게 이 사실을 전달하길 바랐다. 하지만 GMHC는 거부했고, 크레이머는 "1,112 and Counting"이라는 제목의 수필을 적었는데, 이 수필은 1983년 게이 신문인 뉴욕 네이티브에 실렸다. 이 수필에는 질병의 확산, 정부의 대응 부족, 게이들의 무관심에 대해 적혀 있었으며, 수필의 목적은 게이들에게 공포심을 주고 자극하여 정부에 항의하게 만드는 것이었다. 마이클 스펙터(Michael Specter)는 뉴요커들에게 "미국의 보건과 관련된 거의 모든 사람을 비난한 글은 5,000단어에 불과했다. 워싱턴 D.C, 맨해튼의 메모리얼 암 센터의 의사, 그리고 지역 정치인(특히 에드 코흐 시장)은 초기 에이즈 전염병의 영향을 인정하기를 거부했다."라고 말했다. 그리고 토니 쿠슈너는 수필을 "래리는 내 세상을 바꿨다. 그는 우리 모두를 위해 세상을 바꿨다."라고 평가했다.
크레이머는 특히 게이이지만 폐쇄적인 남성이 에이즈를 무시하는 듯하는 기관을 담당할 때 업무 지연이 눈덩이처럼 불어나는 것에 대해 좌절했다. 그는 폐쇄적이었기 때문에 에이즈 연구에 더 많은 시간과 노력을 할애하지 않는 것에 대해 국립보건원(National Institutes of Health)의 소장과 대면했으며, 그는 파티에서 공화당의 기금 모금가인 테리 돌런(Terry Dolan)의 얼굴에 음료수를 던지고 남성들과 성관계를 가졌지만 동성애에 대한 두려움을 이용해 보수적인 대의를 위해 돈을 모았다고 이야기 했다. 크레이머는 에드 코흐와 뉴욕시의 언론 및 정부 기관을 "살인자와 같다"고 칭했다. 또한 크레이머는 GMHC의 정치적 무관심을 비난했는데, 이로 인해 크레이머와 (GMHC 이사회 구성원이기도 했던) 크레이머의 연인이 서로 갈라지며 그의 개인 생활에도 영향을 끼쳤다.
《Faggots》으로부터 외면당한 남성들은 크레이머의 권고를 성에 부정적인 태도를 나타냈다고 생각하여 크레이머의 이미지는 손상되었다. GMHC는 1983년에 조직에서 크레이머를 쫓아냈다. 크레이머가 선호하는 커뮤니케이션 방법은 이사회에게 전투적으로 여겨졌다.
1990년에 크레이머는 에이즈 교육과 HIV 감염자 권리를 위한 활동가들의 투쟁에 관한 로사 폰 프라운하임의 영화 《Positive》에 출연했다.

### 노멀 하트
1984년 래리 크레이머는 결국 다른 이사회와의 GMHC에서 쫓겨났으며, 쫓겨난 것에 놀라고 우울했던 래리 크레이머는 유럽으로 장기 여행을 떠났다. 그는 다하우 강제 수용소를 방문했을 때 강제 수용소가 1933년에 세워졌고 다른 나라들이 강제 수용소가 세워지는 걸 막지 않았다는 것을 알게 되었다. 그는 다시는 글을 쓰지 않겠다고 다짐했음에도 불구하고 《노멀 하트》를 썼고, 이것은 에이즈 위기를 미국 정부와 동성애자 커뮤니티의 반응을 연표로 기록하도록 밑거름을 주었다.
《노멀 하트》는 1981년과 1984년 사이를 배경으로 한 연극이고, 네드 위크스라는 작가가 이름 모를 질병으로 죽어가는 연인들을 돌보면서 일어나는 일들을 다루고 있다. 의사들은 그것을 연구할 자원이 없다는 것에 좌절하고 당황했고, 네드 위크스가 속해 있던 무명의 조직은 위크스가 조직의 평판을 더럽혔다며 쫓아냈다. 이 연극을 만들면서 크레이머는 "나는 네드 위크스를 가능한 한 불쾌하게 만들려고 노력했다. 나는 어떻게든 계속해서 내 자신의 행동을 속죄하려고 노력했다."라고 말했다. 그는 브래드 데이비스가 무대에서 죽어가는 연인을 안고 있는 것을 보았고, 크레이머는 화장실로 들어가 울었으며, 후에 브래드 데이비스가 그를 보았다. 이 연극은 1985년 1년동안 공립 극장에서 상영되어 공립 극장에서 상영된 연극 중 가장 긴 상영 기간을 가진 연극으로 남아 있다. 또한 연극은 미국과 유럽 일부, 이스라엘과 남아프리카 등지에서 600회 이상 상영되었다. 폴란드에서는 《노멀 하트》를 TV 프로그램으로 각색하여 폴란드에서 1928년 이후 첫 자유 선거가 열리기 한달 전인 1989년 5월 4일 방송되었다.

당시 《노멀 하트》를 본 네이오미 울프는 크레이머가 도덕적 틀을 사용하지 않았다고 하였다. 또 뉴욕 타임즈의 신문에서 프랭크 리치는 다음과 같이 말했다. 
| “ | 그는 정부, 의료 및 언론 기관이 질병과 싸우는 데 관심을 끝기 위해, 특히 대부분의 연극이 설정되는 발병 초기에 정부와 언론을 비난하고, 그는 자신의 견해로는 다음과 같은 동성애 지도자들에게 더욱 엄격했다. 한 인물은 "이 모든 혼란 속에서 누군가의 행동에 대해 좋은 말을 할 수 없다"고 주장했다. 그리고 확실히 크레이머 씨는 코흐 시장, 다양한 저명한 의료 기관, 뉴욕 타임즈에 대해 좋은 말을 거의 하지 않았다. | ” |
|   | — 프랭크 리치 |   |

2014년 HBO는 라이언 머피가 감독하고 크레이머가 각본을 맡은 영화를 제작했는데, 영화에는 마크 러펄로, 맷 보머, 테일러 키치와 짐 파슨스, 앨프리드 몰리나, 줄리아 로버츠, 조너선 그로프 등이 출연했다.

### 액트 업

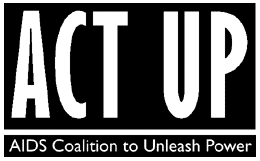
액트 업의 로고

1987년에 래리 크레이머는 에이즈 환자를 위한 치료 및 자금 지원 부족을 알리기 위해 정부 기관과 기업을 대상으로 직접 행동 시위 조직인 액트 업(AIDS Coalition to Unleash Power, ACT UP)을 설립하는 데 가장 큰 역할을 하였다. 액트 업은 1986년 3월 레즈비언, 게이, 양성애 & 트랜스젠더 커뮤니티 센터에서 창립되었다. 그는 순회 연사 시리즈에서 연설 요청을 받고 자신의 수필인 "1,112 and Counting"에 있는 요점을 반복했다. 크레이머는 연설에서 게이들은 지구에서 미래가 없다고 언급했으며, 또한 미국 식품의약국에 HIV에 감염자에게 필요한 약을 소홀히 만드는 것을 강렬히 비난했다.
1987년 3월 24일에 250명이 월 스트리트의 교통을 차단한 혐의로 17명이 체포되었다. 래리 크레이머와 액트 업은 이들을 위해 수십 번 항의했으며, 이후 액트 업의 직접적인 행동에 감명을 받은 참가자들은 미국과 유럽에서 수많은 지부들을 구성했다. 미국의 의사인 앤서니 파우치는 "미국의 의학에는 두 개의 시대로 구분된다. 래리 이전과 래리 이후이다."라고 말했었다. 극작가 토니 쿠슈너는 "홀로코스트는 역사적 순간이며, 1980년대 초 에이즈와 함께 일어난 일들은 래리에게 홀로코스트로 여겨졌다."라고 말했다.
20년 후에도 크레이머는 동성애자의 사회적, 법적 평등을 계속 외쳤으며, 그는 2007년에 "우리 나라의 민주주의 과정은 우리가 불평등하다고 말한다. 이는 민주주의 적은 우리이다. 당신들은 우리를 부스러기처럼 취급한다. 당신들은 우리를 미워한다."이라고 말했다.
이후 수십 년 동안 크레이머는 기존 치료법이 제약 산업에서 치료법 개발에 대한 인센티브를 없앤다고 주장하면서 에이즈 치료법 연구 자금 지원을 계속 주장했다. 업계의 이러한 불신은 2020년 미국 대통령 선거동안 조 바이든에게 "영원히 약에 의존하는 미국인들, 대통령으로서 CURE 자금을 어떻게 마련하고 제약회사의 탐욕을 축소할 것인가?"라는 질문이 제기되었고, 이 질문을 통해 에이즈 치료에 크레이머의 의견이 반영되었다.

### Just Say No, A Play about a Farce
크레이머는 에이즈에 관한 정부의 무관심에 비판하면서, 1988년 극단에 관한 《Just Say No, A Play about a Farce》를 썼다. 이 작품에서 크레이머는 로널드 레이건과 에드 코흐의 정권에서 에이즈가 전염병이 되도록 성적 위선을 강요했는데, 이 연극에는 퍼스트 레이디, 그녀의 게이 아들, 그리고 은밀히 동성 연애 중인 '미국 동북부 최대 도시'의 시장에 대해 다룬다. 캐슬린 챌펀트, 데이비드 마굴리스가 주연을 맡았으며, 뉴욕 타임즈의 부정적인 평가 이후 연극을 본 소수의 사람들에게 높이 평가되었다. 사회 비평가이자 작가인 수전 손택은 이 작품을 보며 "래리 크레이머는 미국에서 가장 가치 있는 문제아 중 한 명이다. 절대 목소리를 낮추지 않았으면 좋겠다."라고 말했다.

### Reports from the Holocaust: The Making of an AIDS Activist
《Reports from the Holocaust: The Making of an AIDS Activist》은 1989년에 처음 출판되었고, 1994년에 재판되었다. 이 책은 1978년부터 1993년까지 연대기적으로 새로운 판이 있는 편집자에게 보내는 편지와 액트 업 등의 연설 등 에이즈 활동주의와 LGBT 시민권에 초점을 맞춘 래리 크레이머의 다양한 논픽션 저술들을 수록하고 있다.
이 책은 게이들은 자신의 삶에 대한 책임을 받아들여야 하며, 아직 살고 있는 사람들은 에이즈와 LGBT 권리를 위해 싸우며 사회에 환원해야 한다는 것을 책의 중심 내용으로 삼고 있다. 후에 크레이머는 "나는 엄청난 액수의 가치를 지닌 내 자신의 삶을 위해 무언가를 이 세상에 다시 넣어야 한다."고 말했다. 첫 번째 출판물은 활동가로서의 크레이머의 초상화가 수록되어 있었으며, 1994년 판은 그가 쓴 논평들을 그의 초기 작품들에 반영하고 작가로서의 래리 크레이머의 통찰력에 대한 것 등이 수록되어 있었다.
크레이머는 에이즈를 홀로코스트라고 지칭했는데, 이는 미국 정부가 신속하게 대응하지 못하면서 치료에 필요한 자원을 쓰지 않았다고 생각했기 때문이다. 또한 주로 에이즈는 처음에 게이들을 감염시켰기 때문인 이유도 있다. 이 책에서 그는 "홀로코스트에서 무심코 없어진 한 가지는 다른 유사한 비극들을 끔찍하게 보지 못하는 증가하는 무능력한 것이다."라고 적었다. 또한 책에는 정치인 게리 바우어, 에드 코흐 뉴욕 전 시장, 몇 명의 뉴욕 타임즈 기자, 그리고 앤서니 파우치와 같은 인물들에게 보내는 편지를 통해 그는 정부는 과학적인 기준을 통해 에이즈 연구를 진행하고 연구를 위해 자금과 인력을 지원해 줄것을 요청했다. 또한 크레이머는 책에서 로널드 레이건, 조지 H.W. 부시, 빌 클린턴 위 대통령들의 에이즈에 무관심으로 인해 수많은 사람이 죽었고 이를 홀로코스트로 정의해야 한다고 적었다.

### The Destiny of Me
《The Destiny of Me》는 주인공 네드 위크스를 따라 그가 고통받는 질병의 치료법의 발견을 막으려는 사람들과 싸우며 여행하는 동안 일어난 일을 다루고 있다. 《The Destiny of Me》는 1992년 10월에 공연되어 서클 레퍼토리 컴퍼니의 루실 로텔 극장에서 1년간 공연되었다. 이 연극을 통해 크레이머는 퓰리처상과 오비상, 로텔상을 받았다. 연극에는 존 캐머런 미첼이 출연했으며, 크레이머는 연극의 서론에서 다음과 같이 말했다.
| “ | 발견부터 죄책감, 순간적인 기쁨, 그리고 에이즈로 향하는 이 여정은 활동가로서의 내 삶보다 부모님과 함께 하는 삶보다 중요한 것만큼 중요한, 아니, 가장 긴, 가장 중요한 여행이었다. 사실, 내 동성애는 오랫동안 그 많은 것을 만족시키지 못했기 때문에, 내 인생에서 가장 중요한 단 하나의 특징이었다. | ” |

2002년 영국 런던의 핀버러 극장에서 이 연극을 본 이브닝 스탠더드는 연극을 높이 평가했다.

### 오늘날의 게이들의 비극
《오늘날의 게이들의 비극》은 래리 크레이머가 2004년 11월 21일 뉴욕 쿠퍼 유니언에서 연설한 내용을 책에 담은 것으로 2005년 출간되었다. 크레이머는 이 연설에서 게이들과 레즈비언들이 행동을 취하고, 공동체로 단결하며, 더 안전한 생활방식을 받아들일 것을 요구했다. 크레이머가 연설을 한 이후, 동성애를 "도덕적"이라고 부르던 피터 페이스에게 동성애자들의 항의로 이어졌다. 책에서는 크레이머의 연설에 앞서 네이오미 울프의 서문이 먼저 나온다.

### The American People: A History
1981년 크레이머는 석기시대부터 현대까지 이어지는 《The American People: A History》라는 작품을 구성하고 원고를 집필하기 시작했다. 책의 내용에는 에이브러햄 링컨 대통령이 게이였다는 사실 등이 수록되어 있다. 이 책을 읽은 몇 안되는 남자인 하이페리온 북스의 윌 슈발베는 "그는 스스로 가장 큰 과제를 안게 되었다."고 말했고, 그는 그 과제를 "놀라고, 똑똑하고, 재미있고, 끔찍하다."라고 묘사했다.
2006년 크레이머는 이 책에 대해 "나만의 미국 역사 연표이자 HIV/AIDS의 원인을 설명하는 책"이라고 말했다. 또한 그는 이 역사를 쓰고 연구하면서 HIV/AIDS의 전염병이 의도적으로 전염되지 않도록 누구도 막지 않았다는 사실을 확신했다. 크레이머는 이 책에서 에이브러햄 링컨 외에도 조지 워싱턴, 벤자민 프랭클린, 알렉산더 해밀턴, 앤드류 잭슨, 프랭클린 피어스, 제임스 뷰캐넌, 마크 트웨인, 허먼 멜빌, 리처드 닉슨 등이 게이였다고 썼다. 880쪽 분량인 제2권은 2020년에 출간되었다.

### 래리 크레이머 이니셔티브
1997년 래리 크레이머는 예일 대학교에 접근하여 수백만 달러를 벌었으며, 그는 이 돈을 게이와 레즈비언 학생 센터를 짓기 위해 기부하였다. 당시 학계에서는 성과 민족, 인종 관련 학문이 발전이 빠르다고 평가되었으며, 당시 예일 대학교범이었던 앨리슨 리처드는 게이와 레즈비언 연구는 장기적으로 어떤 프로그램에에만 적절할 정도로 학문이 좁다고 말했다. 결국 크레이머의 제안은 거절되었고 내용은 다음과 같다. "예일 대학은 이 돈을 동성애 남성 문학에 대한 연구 또는 가르침을 위해서만 사용해야 하는데, 이 돈은 역사 전반에 걸쳐 동성애 남성 작가들을 연구하거나 동성애 남성 학생들에게 그들의 유산과 경험에 대해 글을 쓰는 것을 가르치는 것에 써야 하는 것을 의미한다. 이 영역 중에 걸친 과정의 연속성을 보장하기 위해서는 종신 재직권을 확립해야 한다. 그리고 예일 대학에 게이 학생 센터를 설립해야 한다."
2001년에 양측은 레즈비언과 게이들을 위한 "래리 크레이머 이니셔티브"를 설립하기로 합의하였는데, 이 이니셔티브에는 방문 교수들과 회의 프로그램, 그리고 행사들이 포함되었다. 래리 크레이머의 형인 아서 크레이머는 예일 대학의 프로그램에 백만 달러를 기부했다. 크레이머는 초창기 요청 이후 많은 것이 달라졌다고 언급하였으며, 프로그램은 5년간 더 진행되고 2006년에 종료되었다.

## 개인사

### 관계

#### 형, 아서 크레이머

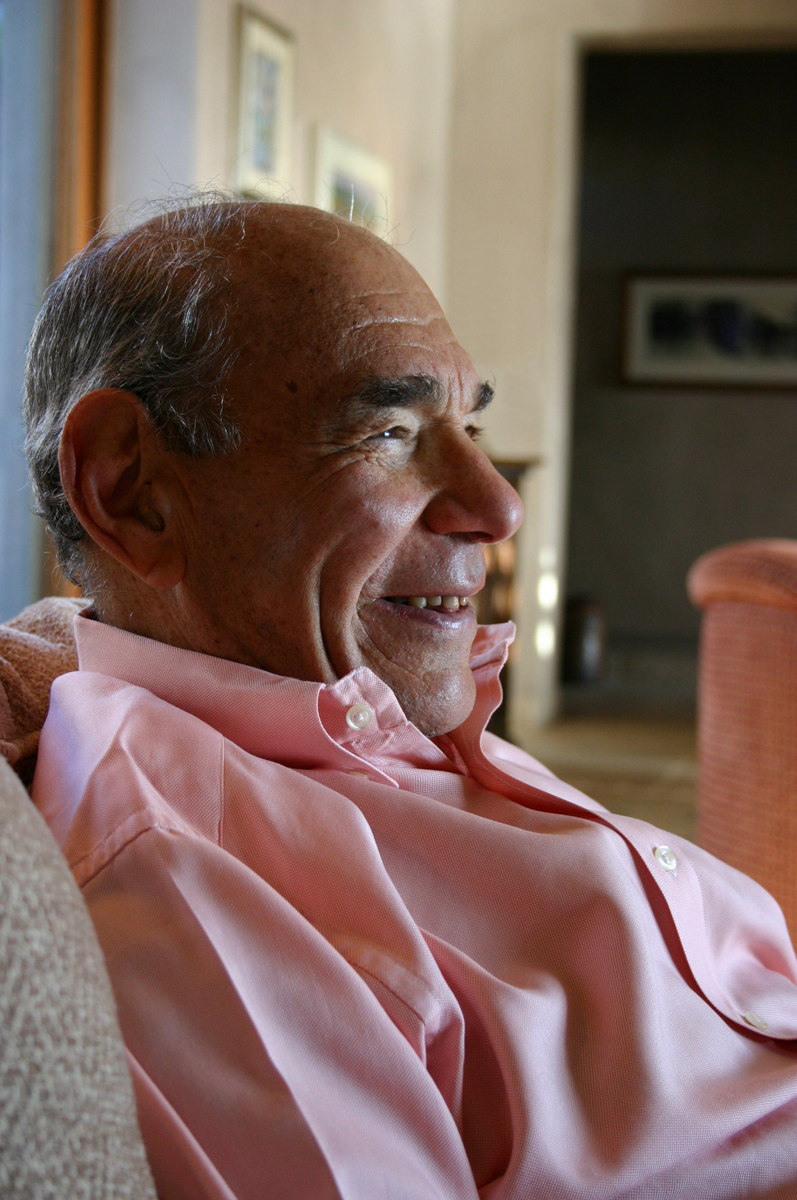
아서 크레이머의 모습

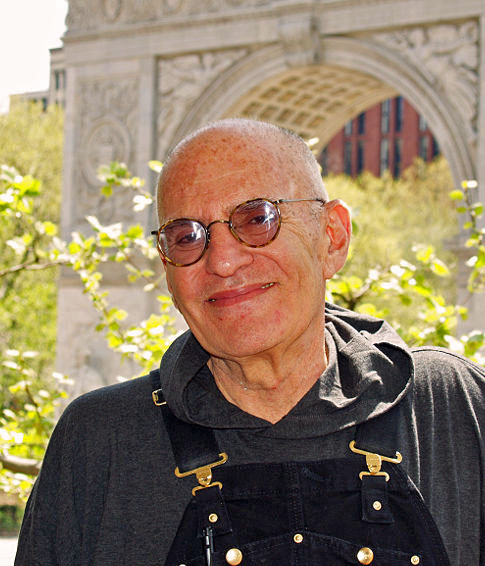
2008년의 래리 크레이머

래리 크레이머와 형 아서 크레이머는 8살 차이가 났으며, 아서 크레이머는 "크레이머 레빈"의 공동 설립자였다. 래리와 아서의 관계는 크레이머의 연극 소설 《노멀 하트》(1984)의 각본에서 묘사되어 있는데, 래리 크레이머는 각본 속에서 아서 크레이머가 동생을 돕는 것보다 코네티컷주에 집을 짓는 것에 더 신경을 쓰는 모습으로 묘사했다. 래리 크레이머와 아서 크레이머의 친구인 캘빈 트릴린은 《노멀 하트》를 아서의 집 건축에 관한 연극이라고 부르기도 하였고, 뉴욕 타임즈의 아네모나 하토콜리스는 "그들은 수십만 명의 극장 관객들을 위한 시대를 규정하게 되었다."고 말했다.
래리 크레이머를 원치 않는 부모로부터 동생을 보호한 아서 크레이머는 래리 크레이머를 버릴 수도, 래리 크레이머의 동성애를 받아들일 수도 없었다. 그로 인해 둘 사이에 수년동안 논쟁이 이어졌다. 1980년대에 아서는 래리카 크레이머 레빈에게 설립된지 얼마 안 된 GMHC를 대변해 달라는 요청을 거절하면서, GMHC의 인수 위원회가 그를 강하게 비난했다. 1992년 콜로라도 유권자들이 동성애 반대 국민투표인 수정 헌법 2조를 지지하자 래리 크레이머는 정부를 상대로 보이콧을 진행했다. 그리고 아서 크레이머는 애스펀으로의 스키 여행을 취소하는 것을 받아들이지 않았다.
다른 곳에서 의견 충돌이 일어나는 동안 아서 크레이머와 래리 크레이머는 친밀한 관계가 유지되었고, 래리 크레이머는 《노멀 하트》에서 "형제는 서로를 많이 사랑한다."라고 썼다. 2001년 아서는 예일 대학교에서 래리 크레이머가 진행하는 래리 크레이머 이니셔티브에 백만 달러를 기부했다.
하지만 아서 크레이머는 1996년 회사를 그만두고, 이후 2008년 뇌졸중으로 사망했다.

#### 데이비드 웹스터
크레이머와 그의 친구인 건축디자이너 데이비드 웹스터(David Webster)는 1991년부터 2020년 크레이머가 사망할 때까지 같이 지냈다. 웹스터와 1970년대에 관계를 끊은 것은 《Faggots》를 쓰는데 도움을 주었고, 수십년 후 그들은 다시 같이 지냈다. 2013년 7월 24일 크레이머와 데이비드 웹스터는 크레이머가 수술 후 회복되는 동안 뉴욕 랭고네 메디컬센터 중환자실에서 결혼하였다.

### 건강
1988년 연극 《Just Say No》의 강제 폐막으로 인해 래리 크레이머는 선청성 탈장으로 입원했다. 수술 중 B형 간염으로 인한 간 손상이 발견되었고, 그 수술에서 그는 자신이 HIV에 감염됐다는 사실을 알게 되었다. 2001년에 그는 66세의 나이로 간 이식이 필요했으나 마운트 시나이 병원에서 거절당했다. 원래 HIV에 감염된 사람들은 합병증과 짧은 수명으로 장기 이식에 부적합하다고 여겨지며, 미국에서 시행된 4,954건의 간 이식 중, HIV 감염자는 11건뿐이었다. 이 소식은 뉴스위크가 2001년 6월 크레이머가 사망했다고 발표하게 했고, 같은 해 12월 AP 통신도 크레이머의 사망 소식을 보도했다. 하지만 크레이머는 수술로 삶이 연장되어 HIV 감염자들의 상징으로 여겨지게 되었으며, 2001년 12월 21일에 간 이식을 받았다. 또한 그는 2019년 4월에 다리가 부러지기도 했었다.

### 거주지
크레이머는 자신의 인생을 맨해튼, 그리니치 마을의 워싱턴 스퀘어 공원 근처, 코네티컷주의 거주지로 나누었다. 크레이머가 맨해튼에서 살 때 그곳에서 크레이머와 원수를 진 에드 코흐는 1978년부터 1989년까지 뉴욕 시장을 역임했다. 두 사람은 시선이 많이 달라 서로 마주치지 않았다. 크레이머는 1989년 에드 코흐가 아파트를 보고 있는 것을 보고 "움직이지 마! 여기에 널 미워하는 사람들이 있어!"라고 말했다.

### 죽음
크레이머는 85번째 생일까지 한달도 남지 않은 2020년 5월 27일에 84세에 폐렴으로 인해 세상을 떠났다. 그는 그의 죽음 이후 발생한 코로나19 범유행을 해결하려는 의사와 간호사, 정치가 등에게 큰 영향을 주었다고 평가받았다.

## 저작물

### 드라마
- 《Sissies' Scrapbook》(1973)[80]
- 《A Minor Dark Age》 (1973)[81]
- 《노멀 하트》 (1985)
- 《Just Say No, A Play about a Farce》 (1988)
- 《The Furniture of Home》 (1989)
- 《The Destiny of Me》 (1992)

### 소설
- 《Faggots》 (1978)
- 《The American People Volume 1, Search for My Heart》 (2015)
- 《The American People: Volume 2, The Brutality of Fact》 (2020)

### 논픽션
- 《Reports from the Holocaust: The Making of an AIDS Activist》 (1989)
- 《The Tragedy of Today's Gays》 (2005)

### 각본
- 《Here We Go Round the Mulberry Bush》 (1967)
- 《Women in Love》 (1969)
- 《Lost Horizon》 (1973)
- 《노멀 하트》 (2014)

### 연설
- 《The Tragedy of Today's Gays》 (2004)[82]
- 《We are not crumbs, we must not accept crumbs》 (2007)

### 논설문
- 《1,112 and Counting》 (1983)[83]
- 《Be Very Afraid》 (2000)[84]

## 수상
- 1970년, D. H. 로런스의 소설을 각색한 《사랑하는 여인들》 각본을 쓴 것으로 아카데미 각색상 후보에 올랐다.[3][85]
- 1993년, 《The Destiny of Me》로 퓰리처상 최종 후보에 올랐다.[3][86]
- 1993년, 《The Destiny of Me》로 오비상 두 개를 받았다.[3][4]
- 1996년, 《The Destiny of Me》로 미국 예술 문학 아카데미(영어판)를 받았다.[3][87][88]
- 1999년, 《노멀 하트》가 로열 내셔널 시어터로부터 20세기 최고의 연극 중 하나로 선정되었다.[89]
- 2005년, 미국철학학회에 선출되었다.[90]
- 2006년, 말콤 L. 라진이 LGBT 역사의 달에서 31개의 대표 중 하나로 선정하였다.[91]
- 2011년, 《노멀 하트》가 토니 연극 부활상을 수상했다.[92]
- 2015년, GMHC에서 래리 크레이머 액티비즘 상이 생겼다.[93]
- 2020년, 크레이머는 뉴욕 스톤월 국립 기념물 내의 미국 LGBTQ 명예의 벽 중 "선구자와 영웅들"에 추가되었다.[94]

## 참고 문헌
- Clendinen; Nagourney, Adam (1999). 《Out for Good》. Simon & Schuster. ISBN 0-684-81091-3.
- Marcus, Eric (2002). 《Making Gay History》. HarperCollins Publishers. ISBN 0-06-093391-7.
- Mass, Lawrence (1997). 《We Must Love One Another or Die: The Life and Legacies of Larry Kramer》. St. Martin's Press. ISBN 0-312-17704-6.
- Shilts, Randy (1987). 《And The Band Played On》. St . Martin's Press. ISBN 0-312-00994-1.